# هانا پرسون
هانا پرسون (انگلیسی: Hanna Persson؛ زادهٔ ۲۶ ژانویهٔ ۱۹۹۶) بازیکن فوتبال اهل سوئد است.
از باشگاه‌هایی که در آن بازی کرده‌است می‌توان به باشگاه فوتبال روزنگرد اشاره کرد.